# Bob Hewitt
Robert Anthony John Bob Hewitt (Dubbo (NSW), Austrália, 12 de Janeiro de 1940) é um ex-tenista profissional que nasceu na Austrália mas jogou como sul-africano no circuito mundial de tênis. No ano de 1977, chegou a ser top 4 do ranking mundial masculino entre os duplistas.
Nas
décadas de 1960 e 1970, Bob Hewitt venceu 15 torneios do Grand Slam como duplista, sendo que 9 desses títulos foram em duplas e os outros 6 em duplas mistas. Além dos 15 títulos, foi por 5 vezes vice-campeão de torneios do Grand Slam como duplista, sendo que 4 desses vice-campeonatos foram em duplas e 1 em duplas mistas.
Depois de se aposentar profissionalmente do circuito mundial de tênis, Bob Hewitt foi professor de tênis de 1980 a 1990.
Em maio de 2015 Bob Hewitt foi condenado a seis anos de prisão por um tribunal sul-africano após ser considerado culpado por estupro e assédio sexual ocorridos na década de 1980. Antes da sentença, Hewitt apelou para o tribunal levar em consideração os seus problemas de saúde pois sofreu um AVC em 2010 e um ataque cardíaco em 2011.
Em abril de 2016 a organização do Hall da Fama do Tênis excluiu-o do título . Foi a primeira vez na história que tal aconteceu. Condenado a seis anos de prisão  por dois estupros e uma agressão sexual contra adolescentes que treinava nas décadas de 1980 e 1990, o sul-africano não aparece mais na lista dos homenageados no museu do Tênis, em Newport, Rhode Island, nos Estados Unidos.

## Grand Slam Finais (15 títulos, 5 vices)

### Duplas (9 títulos, 4 vices)
| Posição | Ano  | Campeonato          | Parceiro      | Oponente                      | Placar                    |
| Vice    | 1961 | Wimbledon           | Fred Stolle   | Roy Emerson Neale Fraser      | 4–6, 8–6, 4–6, 8–6, 6–8   |
| Vice    | 1962 | Aberto da Austrália | Fred Stolle   | Roy Emerson Neale Fraser      | 6–4, 6–4, 1–6, 4–6, 9–11  |
| Campeão | 1962 | Wimbledon           | Fred Stolle   | Boro Jovanović Nikola Pilić   | 6–2, 5–7, 6–2, 6–4        |
| Campeão | 1963 | Aberto da Austrália | Fred Stolle   | Ken Fletcher John Newcombe    | 6–2, 3–6, 6–3, 3–6, 6–3   |
| Campeão | 1964 | Aberto da Austrália | Fred Stolle   | Roy Emerson Ken Fletcher      | 6–4, 7–5, 3–6, 4–6, 14–12 |
| Campeão | 1964 | Wimbledon (2)       | Fred Stolle   | Roy Emerson Ken Fletcher      | 7–5, 11–9, 6–4            |
| Vice    | 1965 | Roland Garros       | Ken Fletcher  | Roy Emerson Fred Stolle       | 8–6, 3–6, 6–8, 2–6        |
| Vice    | 1965 | Wimbledon (2)       | Ken Fletcher  | John Newcombe Tony Roche      | 5–7, 3–6, 4–6             |
| Campeão | 1967 | Wimbledon (3)       | Frew McMillan | Roy Emerson Ken Fletcher      | 6–2, 6–3, 6–4             |
| Campeão | 1972 | Roland Garros       | Frew McMillan | Patricio Cornejo Jaime Fillol | 6–3, 8–6, 3–6, 6–1        |
| Campeã  | 1972 | Wimbledon (4)       | Frew McMillan | Stan Smith Erik Van Dillen    | 6–2, 6–2, 9–7             |
| Campeão | 1977 | US Open             | Frew McMillan | Brian Gottfried Raúl Ramírez  | 6–4, 6–0                  |
| Campeão | 1978 | Wimbledon (5)       | Frew McMillan | Peter Fleming John McEnroe    | 6–1, 6–4, 6–2             |

### Duplas Mistas (6 títulos, 1 vice)
| Posição | Ano  | Campeonato          | Parceira           | Oponentes                          | Placar        |
| Campeão | 1961 | Aberto da Austrália | Jan Lehane O'Neill | Mary Carter Reitano John Pearce    | 9–7, 6–2      |
| Vice    | 1963 | Wimbledon           | Darlene Hard       | Margaret Court Ken Fletcher        | 9–11, 4–6     |
| Campeão | 1970 | Roland Garros       | Billie Jean King   | Françoise Dürr Jean-Claude Barclay | 3–6, 6–4, 6–2 |
| Campeão | 1977 | Wimbledon           | Greer Stevens      | Betty Stöve Frew McMillan          | 3–6, 7–5, 6–4 |
| Campeão | 1979 | Roland Garros (2)   | Wendy Turnbull     | Virginia Ruzici Ion Ţiriac         | 6–3, 2–6, 6–3 |
| Campeão | 1979 | Wimbledon (2)       | Greer Stevens      | Betty Stöve Frew McMillan          | 7–5, 7–6(7)   |
| Campeão | 1979 | US Open             | Greer Stevens      | Betty Stöve Frew McMillan          | 6–3, 7–5      |

## Vida pessoal
Em maio de 2015, Bob Hewitt foi condenado a seis anos de prisão por um tribunal sul-africano após ser considerado culpado por dois casos de violação e uma acusação de abuso sexual de menores.
Antes da sentença, Hewitt apelou para o tribunal levar em consideração os seus problemas de saúde pois sofreu um AVC em 2010 e um ataque cardíaco em 2011.